# The Life Line
The Life Line er en amerikansk stumfilm fra 1919 af Maurice Tourneur.

## Medvirkende
- Jack Holt som Jack Hearne
- Wallace Beery som Bos
- Lew Cody som Phillip Royston
- Tully Marshall som Joe Heckett
- Seena Owen som Laura